# 横沔
横沔是位於中國上海市浦東新區康橋鎮的一個地名。該地毗鄰上海迪士尼度假区和张江科学城。

## 歷史
歷史上横沔是一個鎮。横沔镇得名于横沔港，这条河流在元朝因溪水常满而被称为沔溪，呈南北走向，形似旗杆，明朝时有歇后语“旗杆跌倒——横眠”，后谐音为横沔。
唐代末年至五代十國時期，横沔所在的地方形成陸地。宋代時有人居住。元代开始逐步形成集镇。這塊地方先后隶属于吴郡华亭县、苏州华亭县、秀州（嘉禾郡、嘉兴府）华亭县及松江府上海县长人乡。南匯縣建立後劃歸南匯。1910年，横沔正式建乡。
1981年，横沔鄉政府搬到横沔西建造横沔新镇时，横沔中心內的很多設施搬到横沔新镇，原来的横沔中心被称作横沔老镇、横沔老街或老横沔。2000年7月，横沔镇并入康桥镇。2005年10月，横沔老街被列入上海市历史文化风貌区。